# Casa del Tramezzo di Legno

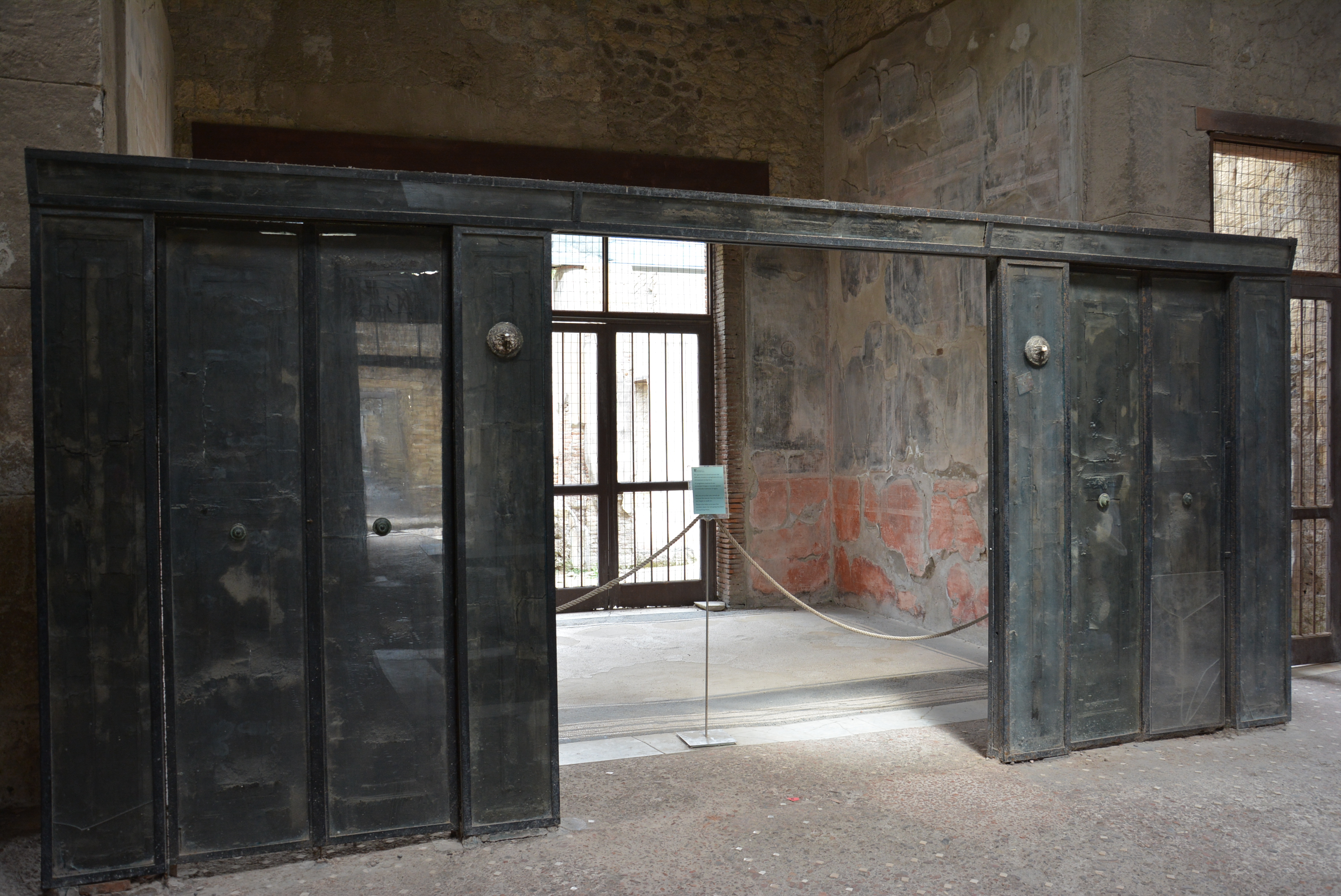
Die hölzernen Schranken

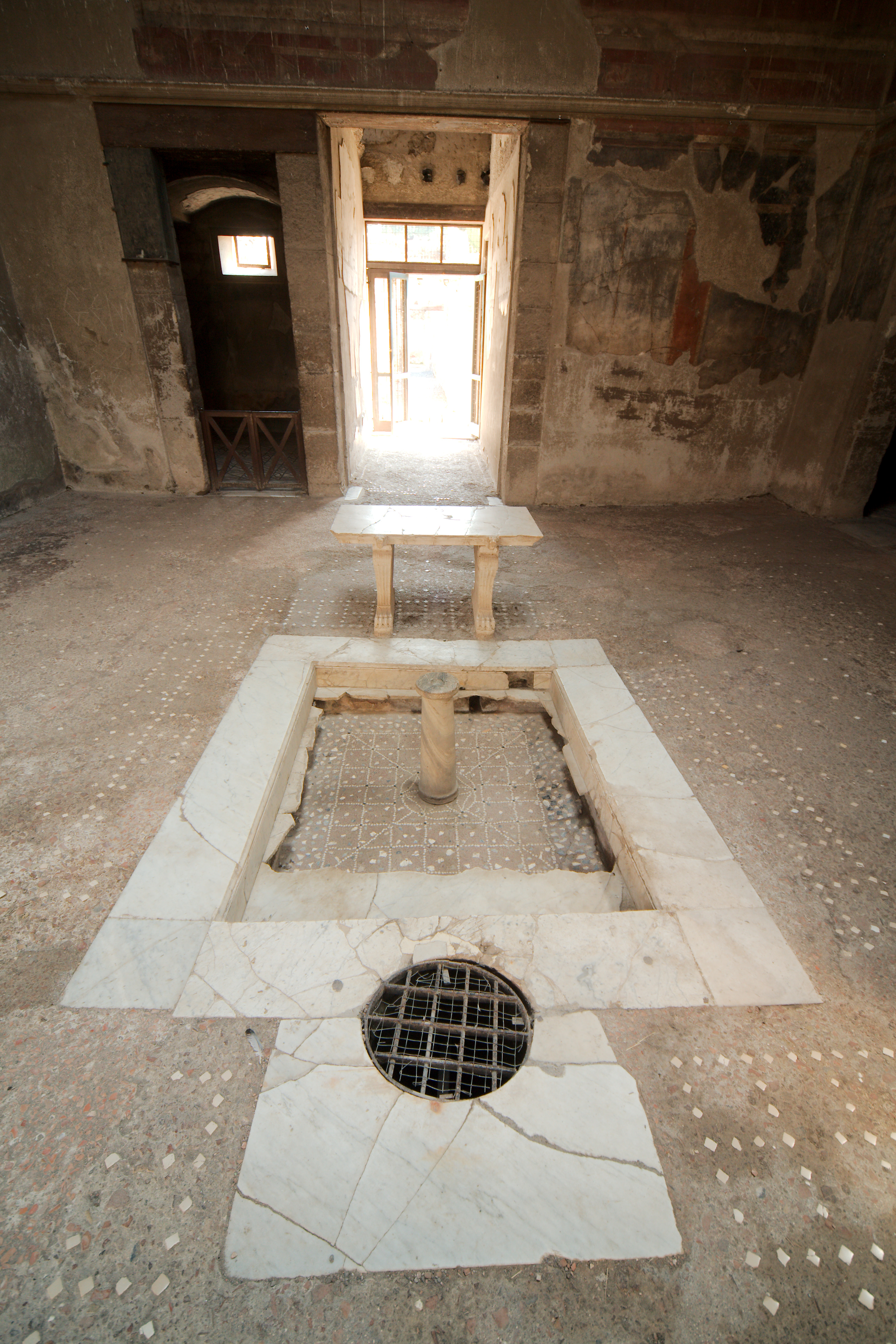
Das Impluvium mit dem marmornen Tisch

Die Casa del Tramezzo di Legno (Haus der hölzernen Zwischenwand) befindet sich in Herculaneum und wurde zwischen 1928 und 1929 unter der Leitung von Amedeo Maiuri ausgegraben. Frühere Ausgrabungen des 18. Jahrhunderts hatten auch schon Teile des Wohnhauses freigelegt, diese aber wieder zugeschüttet. Das Haus hat zwei Stockwerke und ist ein Beispiel für ein gut erhaltenes Wohnhaus einer wohlhabenden Familie des ersten Jahrhunderts n. Chr. Bemerkenswert ist eine gut erhaltene hölzerne Schranke, die durch den Vulkanausbruch und durch die dadurch eindringende Lava verkohlte und dadurch erhalten blieb.
Das Haus nimmt die ganze Breite einer Insula ein. Der Haupteingang liegt im Osten. Von dort gelangt man zu den Fauces und dann weiter in das Atrium, das mit einem einfachen Mosaik dekoriert ist. Im Zentrum des Atriums befinden sich das Impluvium und daneben ein marmorner Tisch. Um das Atrium herum sind verschiedene kleinere Räume angeordnet. Im hinteren Teil befindet sich das Tablinum, das wiederum einst durch hölzerne Schranken verschlossen werden konnte. Die Schranken sind heute noch gut erhalten und gaben dem Haus seinen modernen Namen. Aus Raum 4 stammt auch ein gut erhaltenes Bett mit Bronzeeinlagen. Hinter dem Tablinum liegt der Garten des Hauses, um den herum sich weitere Räume befinden.
Das Haus ist reich mit Mosaiken und Wandmalereien ausgestattet. Die Mosaiken sind meist eher einfach und zeigen simple geometrische oder einfache florale Motive. Die Wandmalereien sind zum Teil sehr aufwendig, aber zum großen Teil nicht gut erhalten. Gut erhalten sind Malereien in einem Nebenraum (Raum 8), die in der Oberzone auf einem roten Hintergrund fantastische Architekturen auf rotem Grund zeigen.